# Anápolis Futebol Clube
Ne doit pas être confondu avec Grêmio Esportivo Anápolis.
Maillots
L'Anápolis Futebol Clube, dit aussi Anápolis, est un club brésilien de football fondé le 1er mai 1946 et basé à Anápolis dans l'État de Goiás.
Anápolis joue ses matchs à domicile dans le stade de l'Estádio Jonas Duarte. Le stade peut atteindre une capacité maximum de 20000 spectateurs.

## Histoire
Le club d'Anápolis est fondé officiellement le 1er mai 1946 sous le nom d'União Esportiva Operária, avant de changer de nom pour l'actuel Anápolis Futebol Clube cinq ans plus tard, après la disparition de l'Anápolis Sport Club.
Le club remporte le Campeonato Goiano en 1965. Anápolis a également disputé le Campeonato Brasileiro Parallèle en 1986, où il est éliminé au premier tour après avoir fini à la 4e place de son groupe. Anápolis a disputé la Série C en 2008, où il est éliminé au premier tour, après avoir fini à la troisième place de sa poule.

## Palmarès
- Championnat du Goiás :
  - Champion : 1965

## Anciens entraîneurs
- Osmar Guarnelli (1993, 1995)

## Anciens joueurs
- Sandro Luiz da Silva